# Okręgowe rozgrywki w piłce nożnej woj. rzeszowskiego (1961/1962)
Okręgowe rozgrywki w piłce nożnej województwa rzeszowskiego w sezonie 1961/1962.

OZPN Rzeszów

## Klasa A

### Grupa Północna
- Do wyższej klasy ligowej (III liga 1962/1963) awansowali triumfatorzy z obu grup, a do niższej klasy rozgrywkowej (klasa B) została zdegradowana ostatnia drużyna z Grupy Południowej oraz dwie ostatnie z Grupy Północnej. Poza tym w nowym sezonie klasy A zespół LZS Przybyszówka, dotychczas występujący w Grupie Północ został przeniesiony do Grupy Południowej.
- Tabela grupy Południowej nie uwzględnia meczu Walter Rzeszów – Czarni Jasło z ostatniej kolejki, który został przełożony na 20 czerwca 1962, lecz w późniejszych wydaniach dziennika „Nowiny Rzeszowskie” nie opublikowano wyniku tego spotkania[1]. Tym niemniej, wobec zdobyczy punktowej zespołów z miejsce 1-3, rezultat tego meczu nie wpłynąłby na ich końcową kolejność w tabeli.